# Virsliparty: Utápia
A Virsliparty: Utápia (eredeti cím: Sausage Party: Foodtopia) 2024-től sugárzott amerikai–kanadai 3D-s számítógépes animációs vígjátéksorozat, amelyet Seth Rogen, Evan Goldberg, Kyle Hunter és Ariel Shaffir készített, a 2016-os Virsliparti című film folytatása.
Az első évadot Amerikai Egyesült Államokban és Magyarországon 2024. július 11-én mutatta be az Amazon Prime Video. A második évad 2025. augusztus 13-án jelent meg az Amazon Prime Videón.

## Ismertető
Frank és barátai miután kiálltak az emberi faj ellen, létrehoznak egy biztonságos menedéket, amelyet Utápiának neveznek el. Egy hatalmas árvíz azonban elpusztítja az egykor ígért földjüket, így nincs más választásuk, mint összefogni az emberekkel, hogy biztosítsák a fajuk túlélését

## Szereplők

### Főszereplők
| Szerep | Eredeti hang  | Magyar hang    | Leírás |
| ------ | ------------- | -------------- | --- |
| Frank  | Seth Rogen    | Görög László   | Virsli, aki felfedezte és leleplezte az „Nagy Túlvilág” igazságát; később ő lesz az Utápia vezetője. |
| Brenda | Kristen Wiig  | Zakariás Éva   | Hot dog kifli, Frank egykori szerelme; később az Utápia társelnöke lesz, és Jeri öli meg. |
| Barry  | Michael Cera  | Molnár Levente | Kicsi, torz virsli, aki Frank egyik barátja; később Utápia rendőrfőnöke lesz, aki a törvényszegőket keresi. |
| Sammy  | Edward Norton | Vida Péter     | Neurotikus zsidó bagel, aki kapcsolatban volt Lavassal. Lavas halála után komikus talk show-műsorvezető lesz Utápiában. |
| Jack   | Will Forte    | Fekete Zoltán  | Túlélő ember, akit Frank és Brenda életben tartottak, hogy rajta keresztül megismerjék az emberiséget, valamint olyan dolgokat, mint az időjárás, a ragadozó állatok és a politika. Mivel a kajákkal szövetséges lett, kannibalizmushoz folyamodik, hogy elkerülje, hogy őket egye meg. |

### Mellékszereplők
| Szerep | Eredeti hang   | Magyar hang | Leírás |
| ------ | -------------- | ----------- | --- |
| Julius | Sam Richardson | Holl Nándor | Zsarnok narancs, aki a báját és az emberi fogakból álló vagyonát használja arra, hogy követőket szerezzen, és átvegye az uralmat Utápia felett. |

### Magyar változat
- Magyar szöveg: Kis János
- Hangmérnök: Halas Péter
- Vágó: Wünsch Attila
- Gyártásvezető: Vigvári Ágnes
- Szinkronrendező: Szalay Csongor
- Lektor: Kamper Gergely
- Produkciós vezető: Kapás Péter

A szinkront a Direct Dub Studios készítette.

## Évados áttekintés
| Évad | Évad | Epizódok | Eredeti sugárzás    | Eredeti sugárzás    | Magyar sugárzás     | Magyar sugárzás     |
| Évad | Évad | Epizódok | Évadpremier         | Évadfinálé          | Évadpremier         | Évadfinálé          |
| ---- | ---- | -------- | ------------------- | ------------------- | ------------------- | ------------------- |
|      | 1    | 8        | 2024. július 11.    | 2024. július 11.    | 2024. július 11.    | 2024. július 11.    |
|      | 2    | 8        | 2025. augusztus 13. | 2025. augusztus 13. | 2025. augusztus 13. | 2025. augusztus 13. |

## Epizódok

### 1. évad (2024)
| Sor. | Év. | Cím                               | Rendező       | Író                                                     | Premier          |
| ---- | --- | --------------------------------- | ------------- | ------------------------------------------------------- | ---------------- |
| 1.   | 1.  | Az első fogás (First Course)      | Conrad Vernon | Seth Rogen, Evan Goldberg, Kyle Hunter és Ariel Shaffir | 2024. július 11. |
| 2.   | 2.  | A második fogás (Second Course)   | Conrad Vernon | Ali Waller                                              | 2024. július 11. |
| 3.   | 3.  | A harmadik fogás (Third Course)   | Conrad Vernon | Dewayne Perkins                                         | 2024. július 11. |
| 4.   | 4.  | A negyedik fogás (Fourth Course)  | Conrad Vernon | Jennifer Kim                                            | 2024. július 11. |
| 5.   | 5.  | Az ötödik fogás (Fifth Course)    | Conrad Vernon | Laura Krafft                                            | 2024. július 11. |
| 6.   | 6.  | A hatodik fogás (Sixth Course)    | Conrad Vernon | Jeremy Levick és Rajat Suresh                           | 2024. július 11. |
| 7.   | 7.  | A hetedik fogás (Seventh Course)  | Conrad Vernon | Dewayne Perkins                                         | 2024. július 11. |
| 8.   | 8.  | A nyolcadik fogás (Eighth Course) | Conrad Vernon | Kyle Hunter és Ariel Shaffir                            | 2024. július 11. |

### 2. évad (2025)
| Sor. | Év. | Cím                                     | Rendező       | Író                                        | Premier             |
| ---- | --- | --------------------------------------- | ------------- | ------------------------------------------ | ------------------- |
| 9.   | 1.  | Kilencedik fogás (Ninth Course)         | Conrad Vernon | Kyle Hunter és Ariel Shaffir               | 2025. augusztus 13. |
| 10.  | 2.  | Tizedik fogás (Tenth Course)            | Conrad Vernon | Dewayne Perkins                            | 2025. augusztus 13. |
| 11.  | 3.  | Tizenegyedik fogás (Eleventh Course)    | Conrad Vernon | Jennifer Kim                               | 2025. augusztus 13. |
| 12.  | 4.  | Tizenkettedik fogás (Twelfth Course)    | Conrad Vernon | Kyle Hunter, Ariel Shaffir és Jack Berigan | 2025. augusztus 13. |
| 13.  | 5.  | Tizenharmadik fogás (Thirteenth Course) | Conrad Vernon | Kyle Hunter és Ariel Shaffir               | 2025. augusztus 13. |
| 14.  | 6.  | Tizennegyedik fogás (Fourteenth Course) | Conrad Vernon | Kyle Hunter, Ariel Shaffir és Jack Berigan | 2025. augusztus 13. |
| 15.  | 7.  | Tizenötödik fogás (Fifteenth Course)    | Conrad Vernon | Kyle Hunter, Ariel Shaffir és Jack Berigan | 2025. augusztus 13. |
| 16.  | 8.  | Tizenhatodik fogás (Sixteenth Course)   | Conrad Vernon | Kyle Hunter és Ariel Shaffir               | 2025. augusztus 13. |

## A sorozat készítése
Seth Rogen kifejezte érdeklődését egy Virsliparti folytatás és több, felnőtteknek szánt animációs film készítése iránt. Amikor a folytatás lehetőségéről kérdezték, Rogen így nyilatkozott:
„Igen, beszélünk róla. Ez az egyik oka annak, hogy elhagytuk az [eredeti] befejezést, mert azt gondoltuk, hogy ha az lenne a következő film első jelenete, valószínűleg nem lenne túl jó, hogy egyszerűen csak meglátnak minket, és ennyi. De az élőszereplős/animációs hibrid film ötlete, mint például a Roger nyúl a pácban, szintén nagyon izgalmas, főleg mert a Roger nyúl a pácban az egyik kedvenc filmem minden időkben.”
2022. október 26-án bejelentették, hogy az Amazon berendelt egy folytatást a Point Grey Pictures, az Annapurna Television és a Sony Pictures Television közreműködésével. A társírók, Kyle Hunter és Ariel Shaffir visszatérnek fejlesztőként és vezető producerként saját produkciós cégükön keresztül. A stábból többen (köztük Rogen, aki társszerzője, társproducere és alkotótársa Evan Goldberg mellett a film megalkotója is volt) visszatérnek a szerepeikhez, valamint új tagok is csatlakoznak, például Will Forte, Natasha Rothwell, Sam Richardson és Yassir Lester.

### Animáció
Ellentétben az első filmmel, amelyet a Nitrogen Studios készített, a sorozat animációját a Bardel Entertainment és a Stellar Creative Lab végezte. A társgyártó/társrendező Conrad Vernon visszatért felügyelő rendezőként.